# Portrait d'homme (Titien, Paris)
Pour les articles homonymes, voir Portrait d'homme.
Le Portrait d'un homme est une peinture à l'huile sur toile de 118 × 96 cm réalisée par  Titien en 1523 et conservé au musée du Louvre à Paris.

## Histoire
L'œuvre faisait partie des collections des Gonzague à Mantoue, passées en 1627 à Charles Ier d'Angleterre avec les pièces les plus précieuses. Après la décapitation du monarque, le tableau a été mis aux enchères et acheté par le banquier français Jabach, puis transmis à Louis XIV.
Hourtiq a proposé comme identification Pierre l'Arétin, sur la base d'une mention dans une lettre à Frédéric de Gonzague de 1527, mais en réalité, c'est une hypothèse sans fondement, surtout en comparaison au portrait de l'Arétin, se trouvant à la Galerie Palatine de Florence.

## Description
D'un arrière-plan sombre émerge un personnage masculin, en buste de trois-quarts tourné vers la droite, et le visage tourné vers la gauche. Le regard fixe s'éloigne de l'observateur. Il porte une tunique large et noire et une chemise blanche. Sa main gauche est bien visible. La physionomie intense traduit la noblesse, la détermination, l'intelligence.